# Roland Schneider (Musiker)
Roland Schneider (* 3. Juni 1937 in Frankfurt am Main; † 25. Dezember 2015 in Friedberg (Hessen)) war ein deutscher Jazzpianist, der auch als Arrangeur und als Musikproduzent tätig war.

## Leben und Wirken
Schneider, der zunächst in Limburg aufwuchs, lernte mit acht Jahren Violine, wechselte später zur Bratsche und spielte im Schulorchester. Als er wieder nach Frankfurt zog, wechselte er über Gitarre und Kontrabass zum Klavier. Mit achtzehn Jahren gründete er während seiner Lehre in der chemischen Industrie die Burgundy Street Paraders, mit denen er Dixieland spielte. Er wechselte dann zum Mainstream Jazz und wurde mit den Swing Cats 1961 auf dem Deutschen Amateur-Jazz-Festival in Düsseldorf ausgezeichnet. Mit dieser Combo war er auf Tournee in Deutschland und in Österreich. Mit Albert Nicholas und der Dutch Swing College Band ging er ebenfalls auf Tour. Von 1963 an bis 1965 begleitete er das Golden Gate Quartett auf Gastspielen in Europa, Nordafrika, dem Nahen Osten und Ostasien. Dann war er mit Eartha Kitt und mit den Mills Brothers unterwegs.
Schneider war auch als Schallplattenproduzent tätig und gründete 1969 eine eigene Produktionsgesellschaft. In den 1970er und den frühen 1980er Jahren leitete er die Hot Swingers, zu denen Gustl Mayer, Klaus Lohfink, Herbie Hess und Ata Berk gehörten. Daneben schrieb und arrangierte er Musik, unter anderem für kabarettistische Produktionen von Volker Kühn (Pol(h)itparade). Er trat auch mit Peter Petrel, Conny Jackel, Charly Antolini, Günter Lenz und der Karl Katz Band auf. Ferner gehörte er zu den Hanauer Sugarfoot Stompers, mit denen er 2006 eine CD einspielte. Daneben arbeitete er als Studiomusiker mit Costa Cordalis oder Peter Orloff.

## Diskographische Hinweise
- The Golden Gate Quartet Volume 6
- Volker Kühn & Roland Schneider Combo: Der Dingsda: Ein Wort-Jazz Treff (rec. 1971/72, ed. 2011)
- La Romanderie Gipsy Swing
- Rainer Bange & Roland Schneider Trio Endstation Hanau